# Emil Kraepelin
Emil Kraepelin (Neustrelitz, 15 de fevereiro de 1856 — Munique, 7 de outubro de 1926) foi um psiquiatra alemão e é comumente citado como o criador da moderna psiquiatria e genética psiquiátrica. Kraepelin defendia que as doenças psiquiátricas são principalmente causadas por desordens genéticas e biológicas. Após demonstrar a inadequação dos métodos antigos, Kraeplin desenvolveu um novo sistema diagnóstico. Suas teorias psiquiátricas dominaram o campo da psiquiatria no início do século XX e a base dessas teorias continua sendo utilizada até os dias de hoje.

## Biografia
Em 1886, pouco depois de ter concluído seu treinamento, foi nomeado professor na Universidade de Tarty no que é atualmente a Estônia, e foi diretor de uma clínica universitária com 80 leitos. Lá prosseguiu seus estudos e registrou diversas histórias clínicas detalhadas e "foi levado a considerar a importância do curso da doença na classificação das doenças mentais". Dez anos depois, anunciou que havia descoberto um novo modo de se entender a doença mental. Referia-se ao entendimento tradicional como "sintomático" e sua visão era "clínica". Este se tornou o paradigma inicial da sua classificação de centenas de doenças mentais classificadas no século XIX, agrupando-as como síndromes (padrões comuns de sintomas) e não pela semelhança dos principais sintomas, como faziam seus predecessores.

## Contribuições
Kraepelin contrariava a abordagem de Sigmund Freud que tratava e considerava as doenças psiquiátricas como causadas por fatores psicológicos. Sua descrição clínica da psicose maníaco depressiva (hoje conhecida como transtorno afetivo bipolar) e sobre a demência precoce (hoje conhecida como esquizofrenia) influenciou gerações de psiquiatras a verem no transtorno psiquiátrico uma expressão de doença orgânica do cérebro, a qual poderia ter uma história natural da doença diferente para cada diagnóstico. A convivência por anos a fio dentro do sanatório psiquiátrico e a disciplina em registrar o curso do transtorno em cada paciente possibilitou a Kraepelin dividir os insanos em grupos com prognóstico e manifestações diferentes, o que era comum em medicina, mas inédito para a psiquiatria. Ao longo do século XX, especialmente nos Estados Unidos, a visão psicanalítica ganha força e a organicidade em psiquiatria cai em desuso. O DSM III (Diagnostic and Statistical Manual of Mental Disorders, 3a edição) elaborado em 1980 por coordenação de Robert Spitzer tenta novamente relembrar as ideias dos mestres europeus de final do século XIX, especialmente de Emil Kraepelin, e por isso é chamado neokraepeliniano. As revisões do manual desde então seguem esta linha, a qual recebe muitas críticas por excluir uma compreensão psicológica para os diagnósticos psiquiátricos e se ater a critérios operacionais, ou seja, que possam ser replicados por diversos profissionais diferentes.

### Estudo sobre psicoses
O trabalho de Kraeplin é importante pois classificou em duas formas distintas de psicoses o que antes era considerado um conceito unitário: Psicose maníaco-depressiva e Demência precoce.
Demência precoce
Através de sua extensa pesquisa e utilizando como critérios o curso clínico e prognóstico, Kraeplin desenvolveu o conceito de Dementia praecox, que definiu como "desenvolvimento sub-agudo de uma condição peculiar de fraqueza mental que ocorre na juventude".
Quando apresentou esta entidade nosológica na quarta edição de seu Lehrbuch der Psychiatrie em 1893, a esquizofrenia havia sido colocada junto com perturbações degenerativas, mas em separado de catatonia e demências paranoides. Naquela época, o conceito correspondia à hebefrenia de Ewald Hecker. Na sexta edição de seu livro em 1899, todos estes três tipos clínicos são tratados como diferentes formas de dementia praecox.
Um dos pontos principais do seu método era reconhecer que cada sintoma pode aparecer em qualquer uma das doenças. Isto é, não existe um único sintoma de dementia praecox que não pode ser encontrado algumas vezes na psicose maníaco-depressiva. O que distingue as doenças sintomatologicamente (ao contrário da patologia sobrejacente) não é algum sintoma patognomônico mas um padrão específico de sintomas. Na ausência de testes ou marcadores fisiológicos ou genéticos para cada doença, só é possível distinguí-las por seu padrão específico de sintomas. Assim, o método de Kraeplin é de reconhecimento de padrões e não agrupamentos de sintomas.
Psicose maníaco-depressiva (PMD)
Kraepelin, em 1899, reuniu todas estas variedades e mais as chamadas formas essenciais da mania e melancolia no grupo único da psicose maníaco-depressiva. Suas observações haviam mostrado que estados maníacos e depressivos se sucedem, tornando-se mesmo raríssimos os doentes manifestantes de estados exclusivamente de excitação ou depressão, sem um episódio contrário no decurso da perturbação mental.
A psicose maníaco-depressiva em sua fase ou estado maníaco se traduz pelo humor alegre (Ha), associação rápida de ideias (Ir) e movimentação exagerada (Me), ao passo que na melancolia o contrário se observa, isto é, humor triste (Ht), ideação lenta (Il) e movimentação diminuída (Md).
Importa salientar que apesar de ser frequente ser considerado um sinónimo da doença hoje em dia conhecida por perturbação bipolar isso não é correcto. De facto, de acordo com a concepção de Emil Kraepelin a psicose ou doença maníaco-depressiva era um conceito muito mais abrangente que inclui o que hoje conhecemos por perturbação bipolar mas também perturbação depressiva recorrente/perturbação depressiva major, entre outras categorias diagnósticas.
Esquizofrenia
Kraeplin também demonstrou padrões específicos na genética destas perturbações e padrões específicos e característicos do seu curso e prognóstico. Isto é, existem mais esquizofrênicos entre parentes de esquizofrênicos do que na população geral, enquanto a psicose maníaco-depressiva é mais comum nos familiares de doentes maníaco-depressivos.
Kraeplin também descreveu padrões de curso e prognóstico dessas perturbações. Ele acreditava que a esquizofrenia tinha curso deteriorante no qual a função mental continuamente (às vezes erraticamente) declina, enquanto a psicose maníaco-depressiva tem curso intermitente, com períodos livres de sintomas nos intervalos que separam os episódios.
Mal de Alzheimer
Kraeplin postulou que existe uma patologia específica do cérebro sobrejacente a cada uma das principais doenças psiquiátricas. Foi colega de Alois Alzheimer e co-descobridor do Mal de Alzheimer.
Dicionário de saúde mental
As teorias de Kraeplin sobre a etiologia e diagnóstico de perturbações psiquiátricas são a base dos maiores sistemas diagnósticos utilizados hoje, especificamente o DSM 5 da Associação Americana de Psiquiatria e o CID 10 da Organização Mundial de Saúde.